# تپه اطراف شهر سوخته ۱۶۷
تپه اطراف شهر سوخته شماره ۱۶۷ مربوط به هزاره سوم قبل از میلاد است و در شهرستان زابل، بخش شیب آب، دهستان لوتک، روستای حومه شهر سوخته، ۶۰ کیلومتری غرب پایگاه باستان‌شناسی شهر سوخته واقع شده و این اثر در تاریخ ۲۳ بهمن ۱۳۸۵ با شمارهٔ ثبت ۱۷۳۳۳ به‌عنوان یکی از آثار ملی ایران به ثبت رسیده است.